# Quickoffice
Quickoffice is een kantoorsoftwarepakket voor mobiele apparaten, te vergelijken met Office van software-gigant Microsoft. Het maakt de gebruiker mogelijk om tekst, spreadsheets en presentaties weer te geven, maken en bewerken. De tekstverwerker heet Quickword, het spreadsheet-programma heet Quicksheet en het presentatieprogramma heet QuickPoint. De programma's zijn te gebruiken met het Microsoft Office-formaat (DOCX, PPTX en XLSX) en tevens is er de mogelijkheid om de bestanden naar verscheidene clouddiensten zoals Dropbox en Google Drive over te brengen.
Quickoffice is te gebruiken via de iPhone/iPod Touch, iPad, Symbian-smartphones, smartphones en tablets die Android gebruiken en de Nook Color van de Amerikaanse boekwinkelketen Barnes & Noble.
Op 5 juni 2012 maakte Google op zijn blog bekend het kantoorsoftwarepakket overgenomen te hebben.